# Махкамов, Абдуазиз
Абдуазиз Махкамов (род. 5 июля 1987) — таджикский футболист, вратарь.

## Биография
Начинал карьеру в футбольном клубе «Панджшер» Колхозабад. Позднее выступал в высшей лиге Таджикистана за «Парвоз» и «Худжанд».
В марте 2016 года перешёл в киргизский клуб «Алай» Ош.
За национальную сборную Таджикистана дебютировал 7 июня 2016 года в матче против сборной Бангладеш, провёл 12 встреч.
В августе 2019 года был признан виновным в сговоре с целью осуществления махинаций с участием «Алая» в сезонах 2017 и 2018 годов в Кубке АФК и был пожизненно дисквалифицирован.

## Достижение
- Чемпион Кыргызстана (2): 2015, 2016